# Michael Schmidt-Salomon

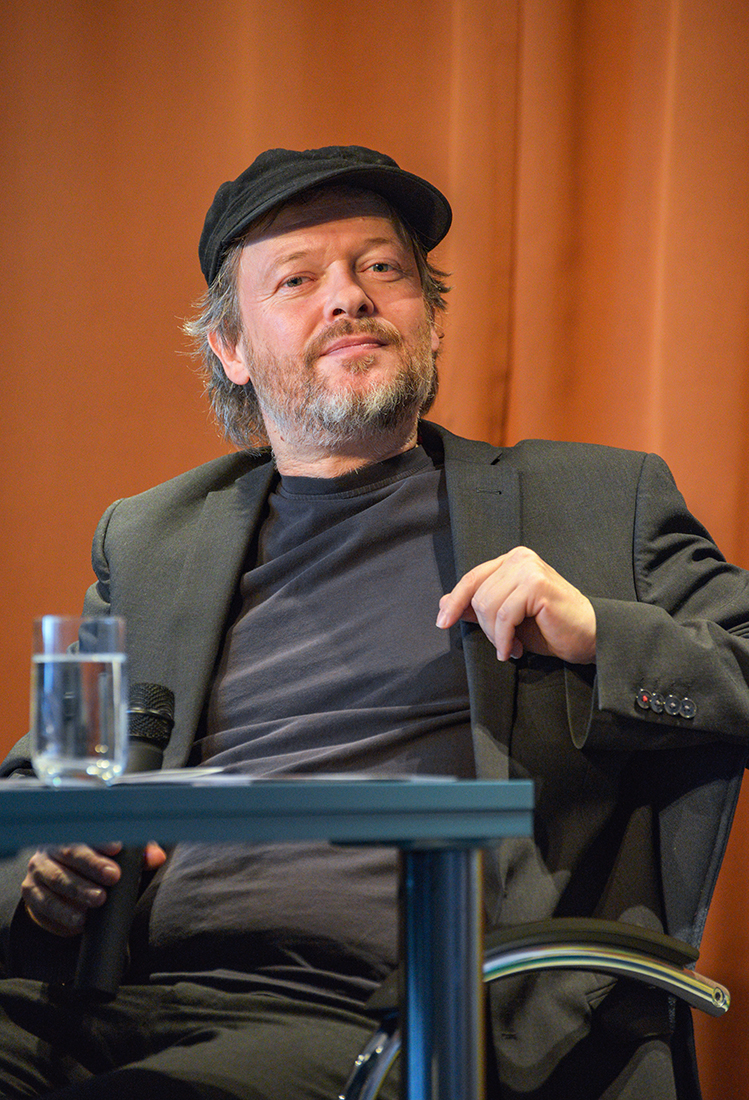
Michael Schmidt-Salomon als Moderator bei einer Buchpräsentation von Rana Ahmad, Januar 2018

Michael Schmidt-Salomon (* 14. September 1967 in Trier als Michael Schmidt) ist ein deutscher Philosoph, Autor sowie Mitbegründer und Vorstandssprecher der evolutionär-humanistischen Giordano-Bruno-Stiftung (gbs).

## Leben und Werdegang
Michael Schmidt-Salomon entstammt einer „liberal-katholischen“ Familie. Seine Eltern, Horst und Doris Schmidt, betrieben einen Obst- und Gemüsegroßhandel. Er studierte Erziehungswissenschaften an der Universität Trier, erwarb dort 1992 sein Diplom in Pädagogik und promovierte im selben Fach 1997 zum Dr. phil. mit dem Dissertationsthema Erkenntnis aus Engagement. Grundlegungen zu einer Theorie der Neomoderne mit der Bewertung summa cum laude.
1998 erhielt er den Ethik-Preis des Deutschen Allgemeinen Sonntagsblatts. Von 1992 bis 2001 war er wissenschaftlicher Mitarbeiter und Lehrbeauftragter an der Universität Trier. Ab 2002 arbeitete er als Dozent, u. a. am Institut d’Études Éducatives et Sociales (IEES) in Luxemburg. Er war von 1999 bis 2007 Redakteur der Zeitschrift Materialien und Informationen zur Zeit. 2004 wurde er für seine Arbeit und für den Roman Stollbergs Inferno von 2003 mit dem Ernst-Topitsch-Preis der Kellmann-Stiftung ausgezeichnet. 2019 erhielt er die Ehrendoktorwürde der Technischen Universität in Liberec.
Er war zunächst mit der Diplom-Pädagogin Natascha Salomon verheiratet, mit der er eine Tochter hat (* 1990). Mit seiner zweiten Frau, der Diplom-Psychologin Elke Held, bildete er von 2001 bis 2005 das Text- & PR-Büro Held & Salomon, das 2001 für das Projekt Porta-L den Multimediapreis des Landes Rheinland-Pfalz erhielt. Auch aus dieser Ehe ging ein Kind hervor, ein Sohn (* 2001).

## Wirken

### Gesellschaftliches Engagement
Im Jahr 2004 gründete Michael Schmidt-Salomon mit Herbert Steffen die Giordano-Bruno-Stiftung (gbs). Er war bis 2006 geschäftsführendes Vorstandsmitglied und ist seit 2006 Vorstandssprecher der Stiftung. Mit der gbs koordiniert er jährlich etwa 150 Veranstaltungen, außerdem Konferenzen und Kampagnen mit teilweise hoher gesellschaftlicher und medialer Resonanz – angefangen von der Veranstaltungsreihe Religionsfreie Zone: Heidenspaß statt Höllenqual! anlässlich des katholischen Weltjugendtags 2005 in Köln.
Im Jahr 2005 veröffentlichte er das Manifest des evolutionären Humanismus, dessen Thesen er regelmäßig in die Öffentlichkeit einbringt. Das Manifest erfuhr mit einer verkauften Auflage von 50.000 Exemplaren eine weite Verbreitung im deutschsprachigen Raum. Insgesamt wurden seine Bücher nach eigenen Angaben über 300.000 Mal verkauft, zudem erschienen Übersetzungen u. a. in Polen, China, Südkorea, Italien und Schweden.
Er ist Gründungsmitglied der Forschungsgruppe Weltanschauungen in Deutschland (fowid), des Humanistischen Pressedienstes (hpd), des Instituts für Weltanschauungsrecht (ifw) und des Hans-Albert-Instituts (HAI). Zudem koordinierte er u. a. 2007 die islamkritische Kampagne „Wir haben abgeschworen!“ und wirkte bei der Gründung des Zentralrats der Ex-Muslime und der Gründung der Säkularen Flüchtlingshilfe mit.
Laut Global Thought Leader Index zählt Schmidt-Salomon zu den einflussreichsten Ideengebern im deutschsprachigen Raum. Er gilt als Deutschlands bekanntester Religionskritiker.

### Kinderbuchautor
Im Jahr 2008 veröffentlichte Schmidt-Salomon mit dem Illustrator Helge Nyncke das religionskritische Kinderbuch Wo bitte geht’s zu Gott? fragte das kleine Ferkel. Im Dezember 2007 beantragte das Bundesfamilienministerium, dieses Buch auf die Liste der jugendgefährdenden Schriften zu setzen, was die Bundesprüfstelle für jugendgefährdende Medien jedoch ablehnte. Nachdem der Regensburger Bischof Gerhard Ludwig Müller in einer Predigt Schmidt-Salomon wegen des Buches u. a. als „geistigen Amokläufer“ bezeichnet hatte, verklagte dieser den Bischof. Die Klage wurde in erster Instanz aus formalen Gründen abgewiesen. Im Berufungsverfahren stellte der Bayerische Verwaltungsgerichtshof fest, dass die Behauptungen des Bischofs im Widerspruch zu Schmidt-Salomons Veröffentlichungen standen und geeignet waren, dessen Ansehen in der Öffentlichkeit zu schaden. Der Bischof habe seine „Pflicht zur Sorgfalt, Sachlichkeit und Wahrhaftigkeit“ nicht erfüllt. Das Gericht verurteilte die Diözese Regensburg zur Erstattung der vorgerichtlichen Rechtsanwaltskosten an Schmidt-Salomon. Dieses Urteil wurde vom Bundesverwaltungsgericht bestätigt.
Eine weitere Zusammenarbeit mit Nyncke ist das 2008 erschienene Kinderbuch Die Geschichte vom frechen Hund. Warum es klug ist, freundlich zu sein, das den Anspruch hat, Kindern eine naturalistisch begründete Ethik zu vermitteln.
Zum 200. Geburtstag Charles Darwins erschien 2009 das Buch Susi Neunmalklug erklärt die Evolution.
2015 veröffentlichte er Big Family – Die phantastische Reise in die Vergangenheit gemeinsam mit der Illustratorin Anne-Barbara Kindle. Darin geht es um die Darstellung der Geschichte der Evolution als Familiengeschichte, bei der die Leser über ihre Mutter, Großmutter und Urgroßmutter zu ihren Vorfahren bis zu dem Ursprung allen Lebens auf der Erde zurückreisen. Aus dem Buch entstand ein Kurzfilm, der u. a. zusammen mit dem Buch in den Evokids-Lehrmaterialien für Grundschulen verwendet wird.

### Musiker
Schmidt-Salomon komponierte und textete Anfang der 1990er Jahre das Musical Das Maria-Syndrom als Hommage an den US-amerikanischen Komponisten Frank Zappa. Das Stück wurde 1994 unter Bezugnahme auf § 166 StGB (Beschimpfung von Bekenntnissen, Religionsgesellschaften und Weltanschauungsvereinigungen) verboten.
Im Darwin-Jahr 2009 komponierte und textete er Children of Evolution für das gleichnamige Musikvideo von Ricarda Hinz. In der Rolle des rockenden Darwin ist der Schauspieler Walter Gontermann zu sehen. Die gbs verwendete das Video bei der Kampagne „Evolutionstag statt Christi Himmelfahrt“.

## Positionen

### Weltanschauliche Positionen
Schmidt-Salomon vertritt einen „evolutionären Humanismus“, den er im Manifest des evolutionären Humanismus beschreibt. Programmziel ist eine säkulare Weltanschauung auf naturwissenschaftlicher Basis, die die Religion in sozialen und persönlich-spirituellen Belangen ersetzen soll. Schmidt-Salomon betont jedoch, dass der evolutionäre Humanismus nicht von unerschütterlichen Dogmen ausgeht, sondern von Hypothesen, die ständiger Revision durch die Wissenschaft unterliegen. Er richtet sich gegen die Idee ewiger Wahrheiten, heiliger Schriften oder unfehlbarer Propheten.
Schmidt-Salomon nimmt Anleihen bei Positionen Peter Singers. Wie dieser kritisiert er Speziesismus, plädiert für Grundrechte für Menschenaffen und die Förderung von effektivem Altruismus. 2015 sagte er jedoch eine Beteiligung als Laudator am Festakt zur Verleihung eines Tierschutzpreises an Singer ab. Bereits im Vorfeld hatte es Proteste von Behinderten-Organisationen gegeben. Anlass war ein Interview Singers in der Neuen Zürcher Zeitung, in dem dieser seine angegriffenen Positionen klarstellte und bekräftigte. Die Idee der absoluten Willensfreiheit und die Kategorien von „Gut“ und „Böse“ lehnt Schmidt-Salomon aus evolutionsbiologischen sowie ethischen Erwägungen ab und bezieht sich dabei auf Friedrich Nietzsche. Von einer Aufgabe dieser Denkweisen verspricht er sich eine Stärkung des ethischen Bewusstseins und zugleich eine „entspanntere […] Weltsicht“, nicht im Sinne eines „Paradies[es] auf Erden“ ohne Konflikte, aber einer vernünftigeren, gelasseneren und humorvollen Grundhaltung.
Regelmäßig bezieht Schmidt-Salomon auch Position in aktuellen Debatten. In der Beschneidungsdebatte fordert er das Verbot von Beschneidungen an Minderjährigen zu nichtmedizinischen Zwecken, zudem vertritt er das Recht auf Sterbehilfe. Gemeinsam mit Uwe-Christian Arnold verfasste Schmidt-Salomon das Werk Letzte Hilfe, in dem er sich für das Recht auf Sterbehilfe einsetzt. Die Idee einer multikulturellen Gesellschaft, in der verschiedene Kulturen nebeneinander existieren, sieht er als gescheitert an und bietet stattdessen eine transkulturelle Gesellschaft als Alternative. Durch Kontakt mit Michael Braungart ist er überzeugter Verfechter des Cradle-to-Cradle-Prinzips geworden.
Laut Schmidt-Salomon ist die offene Gesellschaft, die sich an den Prinzipien der Freiheit, Gleichheit, Individualität und Säkularität orientiert, durch Islamismus und Rechtspopulismus bedroht. So unterschiedlich deren Ziele auch seien, sei beiden Bewegungen gemeinsam, dass sie individuelle Freiheitsrechte dogmatisch beschränken wollen. In der Auseinandersetzung mit diesen plädiert er für eine rationale Streitkultur und eine Bekämpfung sozialer Ungleichheiten. In seinem Buch Die Grenzen der Toleranz (2016) befasste er sich mit Prinzipien und Grenzen einer offenen Gesellschaft und kritisierte die Haltung des sogenannten „Empörialismus“, bei dem es nur darum gehe, moralisch „auf der richtigen Seite“ zu stehen und aufrichtig empört zu sein.

### Debatte mit Joachim Kahl
Mit Joachim Kahl, den er 1998 bei einer Veranstaltung am Bodensee kennenlernte, führte Schmidt-Salomon 2006 eine Auseinandersetzung in mehreren Veröffentlichungen, in der es um die Unterschiede zwischen Kahls „weltlichem“ und Schmidt-Salomons „evolutionärem“ Humanismus geht bzw. um die Frage, welcher Variante ein moderner Humanismus folgen sollte.
In seiner Kritik zu Schmidt-Salomons Manifest des evolutionären Humanismus warf Joachim Kahl 2005 dem Autor unterbewusste „kryptoreligiöse, ja Allmachtsphantasien“ vor und kritisierte dessen Zehn Angebote des evolutionären Humanismus als „Türöffner der Beliebigkeit“. Seinerseits kritisierte Schmidt-Salomon Kahls Werk Weltlicher Humanismus, das er als eine „humanistische Besinnungsfibel“ abtat. An einer Veranstaltung der Humanistischen Akademie Bayern warf er Kahl vor, ein zu „konservatives“ Weltbild für einen „zeitgemäßen Humanismus“ zu besitzen, und ergänzte: „Der Begriff ‚Mainstream-Philosophie‘ scheint mir die Philosophie Joachim Kahls über weite Strecken recht gut zu beschreiben. Kahls Philosophie ist eine ‚Philosophie des Ausgleichs‘, […] [er] versucht zu vermitteln zwischen fortschrittlichem und konservativem Denken. […] Kahls Extremismus ist der Extremismus der Mitte.“
Kahl antwortete in seiner Rezension von Schmidt-Salomons Hoffnung Mensch. Er bemängelte, Schmidt-Salomon habe sich noch nicht von seiner „religiösen Nabelschnur“ gelöst und erhebe einen „religiösen Anspruch“.
Einer der wesentlichen Streitpunkte der beiden Philosophen sind die Begrifflichkeiten von „Gut“ und „Böse“. Kahl meinte, die von Schmidt-Salomon vertretene Aufhebung dieser moralischen Kategorien käme einer Aufhebung der Unterscheidung von Recht und Unrecht gleich. Schmidt-Salomon wies diesen Vorwurf eines ethischen Relativismus jedoch zurück.
2007 publizierte der Alibri Verlag im Rahmen der Schriftenreihe der Humanistischen Akademie Bayern eine Sammlung ausgewählter Texte Schmidt-Salomons und Kahls unter dem Titel Was heißt Humanismus heute? Ein Streitgespräch zwischen Joachim Kahl und Michael Schmidt-Salomon.

## Publikationen

### Bücher
- Erkenntnis aus Engagement – Grundlegungen zu einer Theorie der Neomoderne. Eine Studie zur (Re-)Konstruktion von Pädagogik, Wissenschaft und Humanismus. Alibri, Aschaffenburg 1999, ISBN 3-932710-60-6.
- Stollbergs Inferno. Roman. Alibri, Aschaffenburg 2003, ISBN 3-86569-049-1.
- Manifest des evolutionären Humanismus. Plädoyer für eine zeitgemäße Leitkultur. Alibri, Aschaffenburg 2005, ISBN 3-86569-011-4.
- Die Kirche im Kopf. Von „Ach Herrje!“ bis „zum Teufel!“ Alibri, Aschaffenburg 2007, ISBN 978-3-86569-024-1 (mit Carsten Frerk).
- Auf dem Weg zur Einheit des Wissens. Die Evolution der Evolutionstheorie und die Gefahren von Biologismus und Kulturismus (= Schriftenreihe der Giordano Bruno Stiftung. Band 1). Alibri, Aschaffenburg 2007, ISBN 978-3-86569-200-9.
- Vom Virus des Glaubens. Deschner-Preis 2007 (= Schriftenreihe der Giordano Bruno Stiftung. Band 2). Alibri, Aschaffenburg 2008, ISBN 978-3-86569-201-6 (mit Richard Dawkins, Karlheinz Deschner und Franz M. Wuketits).
- Jenseits von Gut und Böse. Warum wir ohne Moral die besseren Menschen sind. Pendo, München / Zürich 2009, ISBN 978-3-86612-212-3.
- Happy Birthday, Charly! Darwin-Jahr 2009. Band 3. Alibri, Aschaffenburg 2009, ISBN 978-3-86569-202-3.
- Grundrechte für Menschenaffen. Ethik-Preis 2011 (= Schriftenreihe der Giordano Bruno Stiftung. Band 4). Alibri, Aschaffenburg 2011, ISBN 978-3-86569-203-0 (mit Paola Cavalieri, Colin Goldner, Peter Singer und Volker Sommer).
- Leibniz war kein Butterkeks. Den großen und kleinen Fragen der Philosophie auf der Spur. Pendo, München 2011, ISBN 978-3-86612-280-2 (mit Lea Salomon).
- Anleitung zum Seligsein. Alibri-Verlag, Aschaffenburg 2011, ISBN 978-3-86569-068-5 (mit Karikaturen von Jacques Tilly).
- Keine Macht den Doofen. Eine Streitschrift. Piper, München 2012, ISBN 978-3-492-27494-4.
- Hoffnung Mensch. Eine bessere Welt ist möglich. Piper, München 2014, ISBN 978-3-492-05608-3.
- Letzte Hilfe. Rowohlt, Berlin 2014, ISBN 978-3-498-09617-5 (mit Uwe-Christian Arnold).
- Die Grenzen der Toleranz. Piper, München 2016, ISBN 978-3-492-31031-4 (Ausschnitte bei Google Books).
- Entspannt euch! Eine Philosophie der Gelassenheit. Piper, München 2019, ISBN 978-3-492-05950-3.
- Die Evolution des Denkens: Das moderne Weltbild – und wem wir es verdanken. Piper, München 2024, ISBN 978-3-492-07262-5.

### Kinderbücher
- Wo bitte geht’s zu Gott? fragte das kleine Ferkel. Alibri, Aschaffenburg 2007, ISBN 978-3-86569-030-2 (mit Helge Nyncke als Illustrator).
- Die Geschichte vom frechen Hund: Warum es klug ist, freundlich zu sein. Alibri, Aschaffenburg 2008, ISBN 978-3-86569-041-8 (mit Helge Nyncke).
- Susi Neunmalklug erklärt die Evolution: Ein Buch für kleine und große Besserwisser. Alibri, Aschaffenburg 2009, ISBN 978-3-86569-053-1 (mit Helge Nyncke).
- Big Family. Eine phantastische Reise in die Vergangenheit. Alibri, Aschaffenburg 2015, ISBN 978-3-00-050236-1 (mit Anne-Barbara Kindler (Illustratorin)).

### Herausgeber
- Karlheinz Deschner: Aufklärung ist Ärgernis. Alibri, Aschaffenburg 2006, ISBN 3-86569-003-3.
- Aufklärung im 21. Jahrhundert. Giordano Bruno Stiftung, Oberwesel 2011 (mit Elke Held).

### Diskografie
- Salomon (2001, Promo-CD)
- Krank wie das System (2004, Demo-CD)
- Die offizielle CD zum Weltjugendtag (2005)
- Soundtrack zum Film Aufklärung ist Ärgernis (2006)
- Liebt euch (2006)
- Mit Üebermutter – Unheil (2008)
- Mit Darwin & The Naked Apes – Children of Evolution (2009)